# Walther Hoeck
Walther Hoeck (* 13. Juni 1885 in Holzminden; † 12. Februar 1956 in Eglofs im Allgäu) war ein deutscher Maler.

## Leben
Von 1902 bis 1903 besuchte Hoeck die Kunstschule in München, um anschließend bis 1908 an der Berliner Akademie weiter zu studieren. Dort war unter anderem Lovis Corinth einer seiner Lehrer. Von 1907 bis 1909 besuchte er zudem die Münchner Akademie, um bei Adolf von Hildebrand Bildhauerei zu lernen. Zwischen 1911 und 1914 war Hoeck wieder in Berlin, u. a. bei Friedrich Kallmorgen und Arnold Waldschmidt. Von 1914 bis 1918 nahm er am Ersten Weltkrieg teil und war zuletzt Reserveoffizier.
1920 zog er nach Braunschweig, wo er bis 1955 als freischaffender Künstler tätig war. In den 1920er Jahren war Hoeck Mitglied der Vereinigung freier bildender Künstler in der Stadt.

### Tätigkeit während der Zeit des Nationalsozialismus
Zum 1. Januar 1932 trat er in die NSDAP ein (Mitgliedsnummer 870.030) und war von 1933 bis 1934 Vorsitzender des Reichskartells der Bildenden Künste, Bezirksgruppe Braunschweig. 1935 wurde er Mitglied des Rates der Stadt Braunschweig sowie Vertrauensmann der Reichskammer der Bildenden Künste der Landesstelle Niedersachsen. Er war kein Mitläufer, sondern ein über Braunschweig hinaus bekannter Künstler sowie bekennendes und politisch aktives NSDAP-Mitglied.
Zwischen 1937 und 1940 nahm Hoeck an zahlreichen, vom nationalsozialistisch geprägten Kunstgedanken geprägten, sogenannten Gau-Kunstausstellungen, an „Wanderausstellungen der Deutschen Kunst“, an Jahresausstellungen des Braunschweiger Künstlerbundes sowie den Großen Deutschen Kunstausstellungen in München teil.

#### Zweiter Weltkrieg
Während des Zweiten Weltkrieges war er sogenannter „Künstler im Kriegseinsatz“, d. h., er fertigte Kunstwerke im nationalsozialistischen Sinne an. Seine Werke aus dieser Zeit spiegeln das nationalsozialistische Menschenbild bzw. die Ideologie wider, Hoeck war ein „Produzent“ nationalsozialistischer Propagandakunst; so zeigen seine Werke u. a. kriegsverherrlichende und heroisierende Darstellungen von Kampfszenen und Soldatenleben. 1942 erhielt er den von den Nationalsozialisten neu geschaffenen Kunstpreis der Stadt Braunschweig als Würdigung seiner Zeichnung „Marsch durch Frankreich“, die eine marschierende Gruppe von acht Wehrmachtssoldaten zeigt.
In der Endphase des Krieges 1944/45 kam Hoeck als Reserveoffizier und Führer eines Volkssturm-Bataillons zum Einsatz, wobei er angeblich mit der NSDAP-Führung in Braunschweig in Konflikt geraten sein soll und wegen Befehlsverweigerung (auf die die Todesstrafe stand) inhaftiert wurde. Beim Einmarsch amerikanischer Truppen in die Stadt konnte er jedoch aus dem Gefängnis fliehen.

### Nachkriegszeit
Hoeck blieb auch nach Ende des Krieges in Braunschweig und arbeitete weiter als Maler. 1948 wurde er entnazifiziert. Bevor er 1954 mit seiner Frau nach Eglofs übersiedelte, verbrannte er zahlreiche seiner Werke im Garten seines Lehndorfer Hauses.

## Ausgewählte Werke

### „Das junge Deutschland“
1935 entstand eines der bekanntesten Werke Hoecks, das Wandbild „Das junge Deutschland“, das für den damaligen Braunschweiger Hauptbahnhof geschaffen wurde. Da es zusammen mit großen Teilen des Bahnhofs im Zweiten Weltkrieg zerstört wurde und auch Unterlagen nicht mehr vorhanden oder zumindest verschollen sind, gehen Schätzungen davon aus, dass das Bild ca. 4,60 m breit und 3 m hoch war. Dargestellt war, in eindeutiger NS-Symbolik, ein überlebensgroßer, nackter junger Mann, der, im Vordergrund stehend, eine wehende Hakenkreuzfahne hält, während sich hinter ihm ein Schimmel aufbäumt (s. Sachsenross) und noch weiter hinten SA-Truppen marschieren.

### „Das brennende Braunschweig“
Ebenfalls besonders bekannt ist Hoecks Bild „Das brennende Braunschweig“, das das brennende Braunschweig nach dem Bombenangriff vom 15. Oktober 1944 darstellt, der ca. 90 % der historischen Innenstadt zerstörte. Hoeck hat diesen Angriff selbst miterlebt bzw. von seinem damaligen Wohnort Lehndorf, einem Stadtteil Braunschweigs, mit angesehen.
Von diesem Gemälde existierten mindestens sieben geringfügig unterschiedliche Fassungen, sie sind sämtlich undatiert und entstanden aller Wahrscheinlichkeit nach zwischen Ende Oktober 1944 bis wahrscheinlich 1946. Das größte dieser Bilder mit den Maßen 124,5 × 204,4 cm befindet sich heute im Besitz der NORD/LB Braunschweig. Das kleinste ist etwa halb so groß und in Privatbesitz.
Alle Gemälde stellen die Folgen des verheerenden Angriffs der Royal Air Force (RAF) vom 15. Oktober 1944 auf Braunschweig dar. Alle zeigen aus großer Entfernung gesehen die lodernde Silhouette Braunschweigs, wobei auf keinem der Bilder Menschen oder Tiere zu sehen sind. Hoeck inszenierte den Brand als apokalyptisches Inferno, als gewaltige Katastrophe, die in ihrer Zerstörungskraft eine eigene Ästhetik entwickelt. Im dargestellten Flammenmeer sind nur einige wenige, dafür aber charakteristische Bezugs- und Identifikationspunkte der Stadt zu erkennen, so u. a. die Türme der Andreaskirche und des Doms (s. unter „Weblinks“). Für viele Braunschweiger stellt dieses Gemälde noch heute den bildlichen Inbegriff der Zerstörung ihrer Stadt dar.